# Guylaine Dionne
Guylaine Dionne, née en 1962 à Saint-Pascal au Québec, est une réalisatrice, scénariste et productrice canadienne, dont l’œuvre comprend notamment le long métrage Les Fantômes des trois Madeleine, sélectionné à la Quinzaine des réalisateurs du Festival de Cannes. Lors des Hot Docs en 2006, elle remporte le prix Don Haig pour l’ensemble de sa carrière, à la fois du côté de la fiction et du documentaire.
Engagée pour la cause des femmes, elle réalise autant pour la télévision que le cinéma, en revisitant des thèmes qui lui sont chers, comme le regard féminin, la quête identitaire ou le rapport entre souvenir et onirisme.

## Biographie

### Éveil socio-politique et premiers courts métrages
À 16 ans, Guylaine Dionne intègre le programme Jeunesse Canada Monde et part à La Paz, en Bolivie, tandis que le dictateur Luis García Meza Tejada est au pouvoir. Partie avec une caméra Super 8, elle complète son matériel auprès de la télévision nationale afin de filmer les amérindiennes, sans-abris, qui errent dans les rues. De cette première expérience de reporter, Anna Lupien et al. résument : « Des images qu'elle a vues aux images qu'elle a prises, le regard de la cinéaste se gonfle d'un idéal : l'égalité pour tous, en particulier pour les femmes » (p. 87). 
De retour au Québec pour des études en science politique, elle complète un stage en journalisme à l’émission Le Point, avant d’entrer en production de films à l’Université Concordia. En 1989, son court métrage de fin d’études Les Frissons d’Agathe remporte le prix Panavision Canada, ainsi que celui du meilleur film de fiction au Festival du cinéma international de Sainte-Thérèse. Avec ce court onirique, qui décrit la peur de grandir d’une jeune fille, Guylaine Dionne devient également la première étudiante francophone à gagner le prix Mel Hoppenheim pour l’ensemble de ses réalisations universitaires. 

### Recherches et documentaires pour la télévision
Pendant deux ans, Guylaine Dionne travaille à l'Office national du film du Canada (ONF) comme cadreuse, affinant ses compétences techniques, son style et sa capacité d’adaptation. 
Dès 1991, elle accepte un poste en recherche et développement à travers dix pays d’Amérique, pour une série documentaire diffusée sur Société Radio-Canada (SRC). Amériques 500 : À la redécouverte du nouveau monde lui permet entre autres de rencontrer les Yanomami au cœur des forêts vénézuéliennes, les légendes de la musique brésilienne Milton Nascimento et Gilberto Gil ou encore, Gabriel Figueroa Mateos, célèbre directeur photo de Luis Buñuel. En 1993, Amériques 500 est nommée au prix Gémeaux pour la meilleure recherche, et récompensée d’un prix Gémeaux pour la meilleure série documentaire.
Le voyage et les rencontres ayant toujours été pour elle des prétextes à la création, elle enchaîne la scénarisation et la réalisation du documentaire Les Rêves Secrets des Tarahumaras, nommé au prix Gémeaux de la meilleure série documentaire en 1994. Trois ans plus tard, la cinéaste complète une thèse de doctorat sur le réalisateur et scénariste mexicain Luis Buñuel, à l’Université de Strasbourg. Selon plusieurs critiques de cinéma, la dimension onirique des Frissons d’Agathe et des Fantômes des trois Madeleine souligne l’importance de Buñuel dans l’œuvre de Guylaine Dionne.
Parallèlement à l’écriture du scénario de son premier long métrage, elle réalise trois documentaires entre 1998 et 2000 : soit deux épisodes pour la série Îles d'Inspiration, d’abord dédiés à l’auteur-compositeur-interprète et poète, Félix Leclerc, puis au journaliste, romancier et conteur, Louis Caron; le troisième étant un épisode pour la série Les Histoires Oubliées, intitulé « La Mémoire des Lieux ». « Jess Goes West » de la série Through Her Eyes, qui un road movie documentaire racontant le voyage d’une jeune québécoise dans l’ouest canadien, annonce des thèmes que l’on retrouvera dans son premier long métrage.

## Œuvre

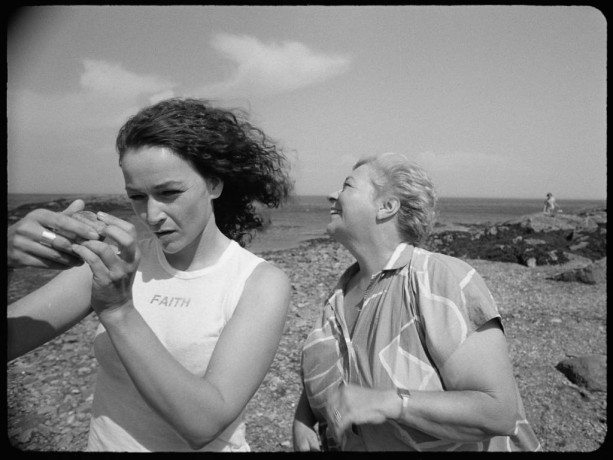
Sylvie Drapeau et France Arbour dans Les Fantômes des trois Madeleine (2000)

Avec Les Fantômes des trois Madeleine, Guylaine Dionne se fait connaître à l’international, en étant d’abord sélectionnée à la Quinzaine des réalisateurs de la 53e édition du Festival de Cannes, puis en remportant le Prix Don Quijote de la Fédération Internationale des Ciné-clubs (FICC). Sans faire l’unanimité, notamment pour son utilisation d’une voix-off et de flash-backs,, ce premier long métrage permet à la cinéaste de concrétiser un projet qu’elle portait depuis longtemps,. Outre les enjeux identitaires ou le rapport à la mémoire et au rêve, l’expérience féminine vécue est une pierre angulaire de son œuvre,. 
Si ses réalisations subséquentes ont de moins en moins à voir avec le cinéma de fiction, que ce soit le docufiction, Mary Shelley, qui remporte le prix Lanterna Magica au Festival De l'Encre à l'Écran, Serveuses demandées, une fiction sur la condition des étudiantes étrangères, au Québec, qu’elle aborde comme un documentaire, ou le documentaire Les réalisatrices contemporaines : l'état des choses, coréalisé avec Rosanna Maule, sur la question de l’équité pour les femmes cinéastes, c’est parce que Guylaine Dionne conçoit d’abord et avant tout le cinéma comme un outil de conscientisation.

## Filmographie

### Au cinéma
- 1988 : Last Call (court métrage) (également productrice et scénariste)[15]
- 1989 : Les Frissons d'Agathe (court métrage) (également productrice et scénariste)[16]
- 2000 : Les Fantômes des trois Madeleine (également coproductrice et scénariste)
- 2008 : Serveuses demandées (également scénariste)
- 2010 : Les Mercredis de Rose (court métrage) (également productrice et scénariste)
- 2018 : Les Réalisatrices contemporaines : l'état des choses, coréalisé avec Rosanna Maule (également coproductrice)[17]

### À la télévision
- 1991-1993 : Amériques 500 : À la redécouverte du nouveau monde de German Gutiérrez et Claude Lortie
- 1994 : Les Rêves secrets des Tarahumaras d'elle-même (également scénariste)
- 1998-1999 : Îles d'Inspiration (2 épisodes), coréalisée avec Vic Pelletier, Carlos Ferrand, Luc Cyr, Jean Bourbonnais et Jean-François Bouchard
- 1999-2000 : Les Histoires Oubliées (4 épisodes)[8]
- 2000 : Through her eyes (1 épisode)
- 2004 : Mary Shelley (docu-fiction) d'elle-même

## Distinctions

### Récompenses
- Festival international du cinéma de Sainte-Thérèse 1989 :
  - Meilleure photographie pour Les Frissons d'Agathe
  - Meilleur film de fiction pour Les Frissons d'Agathe[9]
- Prix Gémeaux 1993 : Meilleure série documentaire pour Amérique 500 de German Gutiérrez et Claude Lortie[18]
- Festival International de cinéma de Figueira da Foz 2000 : 
  - Prix Don Quijote du jury de la Fédération européenne des ciné-clubs (FICC)[19]
  - Mention honorable du Jury international de la presse (FIPRESCI) pour Les Fantômes des trois Madeleine[20]
- Festival De l'Encre à l'Écran 2005 : Prix Lanterna Magica du meilleur documentaire pour Mary Shelley
- Prix Don Haig 2006 : Meilleur cinéaste émergent pour Guylaine Dionne[3]

### Nominations et sélection
- Prix Gémeaux 1993 : Meilleure recherche dans une série d'information - affaires publiques, documentaires toutes catégories ou spécial d'information pour Amérique 500 : À la redécouverte du nouveau monde[21]
- Prix Gémeaux 1994 : Meilleure série documentaire pour Les Rêves secrets des Tarahumaras[21]
- Festival de Cannes 2000 : Sélection « Quinzaine des réalisateurs » pour Les Fantômes des trois Madeleine[22]